# SC Obersprockhövel
Der SC Obersprockhövel (offiziell: Sport-Club Obersprockhövel e. V.) ist ein Sportverein aus Sprockhövel im Ennepe-Ruhr-Kreis. Die erste Fußballmannschaft nahm viermal an der Deutschen Meisterschaft des Arbeiter-Turn- und Sportbundes (ATSB) teil.

## Geschichte
Der Verein wurde im Jahre 1921 gegründet. Heimspielstätte war ab 1931 der Sportplatz am Schlagbaum. In den Jahren von bis 1929 bis 1932 wurde die Mannschaft viermal in Folge Kreismeister des ATSB-Kreises Westdeutschland und erreichte dadurch die jeweiligen Endrunden der nordwestdeutschen ATSB-Verbandsmeisterschaft. 1929 scheiterte der SC Obersprockhövel im nordwestdeutschen Halbfinale mit 0:1 an Eintracht Kassel. Ein Jahr später siegte der Verein im Halbfinale mit 3:2 beim SC 06 Kassel und unterlag anschließend im nordwestdeutschen Finale dem Bahrenfelder SV in Gevelsberg mit 2:3. 1931 siegte der Verein im Halbfinale mit 4:2 gegen Eintracht Kassel und unterlag im Finale bei Lorbeer 06 Hamburg mit 1:2. Schließlich unterlag der SC Obersprockhövel 1932 im Halbfinale beim SV Oberkaufungen mit 3:4. Im Jahre 1933 wurde der Verein nach der Machtübernahme der Nationalsozialisten verboten und aufgelöst.
Die Neugründung erfolgte im Jahre 1948. Der Verein erhielt eine Entschädigung in Höhe von 5000 Mark. Über viele Jahrzehnte spielte die Mannschaft lediglich auf lokaler Ebene und konnte sich ab 1991 in der Bezirksliga etablieren. 1996 wurde die Mannschaft Vizemeister hinter der TSG Sprockhövel, bevor es 2005 hinunter in die Hagener Kreisliga A ging. Drei Jahre später gelang der Aufstieg in die Bezirksliga, wo die Mannschaft fünf Jahre später Vizemeister hinter Hedefspor Hattingen wurde. In der Aufstiegsrunde zur Landesliga scheiterten die Obersprockhöveler am BV Bad Lippspringe. Im Jahre 2014 stieg der Verein in der Landesliga auf. Fünf Jahre später wurde die Mannschaft dort Vizemeister hinter dem  SV Sodingen, verlor aber das Entscheidungsspiel um den Aufstieg in die Westfalenliga gegen den VfB Fichte Bielefeld im Elfmeterschießen. Im Jahre 2022 gelang dann als Meister der Aufstieg in die Westfalenliga.

## Erfolge
- Teilnahme an der deutschen ATSB-Meisterschaft: 1929, 1930, 1931, 1932
- Aufstieg in die Westfalenliga: 2022
- Aufstieg in die Landesliga Westfalen: 2014